# Geesteren, Overijssel
Geesteren este un sat din estul Țăriilor de Jos. Este situat în comuna Tubbergen, Overijssel la aproximativ 9 km nord-est de Almelo.
În 2007 Geesteren avea 4288 de locuitori. Suprafața construită a satului era de 0,50 km² și conținea 737 de reședințe. Zona statistică "Geesteren", inclusiv părțile periferice ale satului și ale zonei rurale înconjurătoare, avea o populație de aproximativ 4230 de locuitori.
Biserica Romano-Catolică, Sf. Pancratius, este numită după Pancras din Roma.
În fiecare an, la Erve Maathuis este organizat un concours de hipism internațional, concentrându-se în principal pe sărituri peste obstacole. În 2019, acest „CSI Twente” a sărbătorit cea de-a 45-a aniversare.
Un punct de reper alături de drumul principal este moara de vânt „Grote Geesterse Molen”.

## Galerie

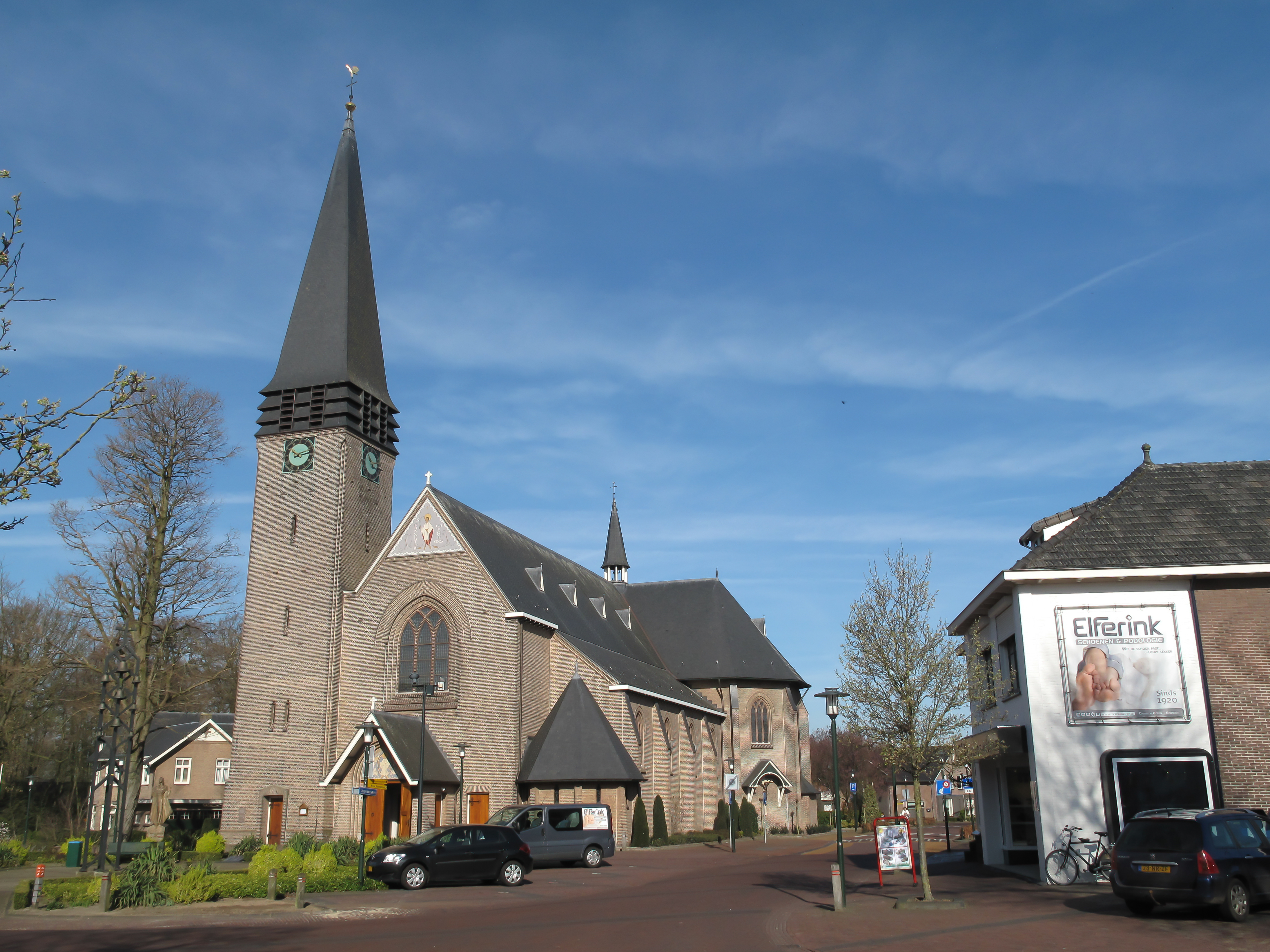
Sf. Pancratius, Geesteren
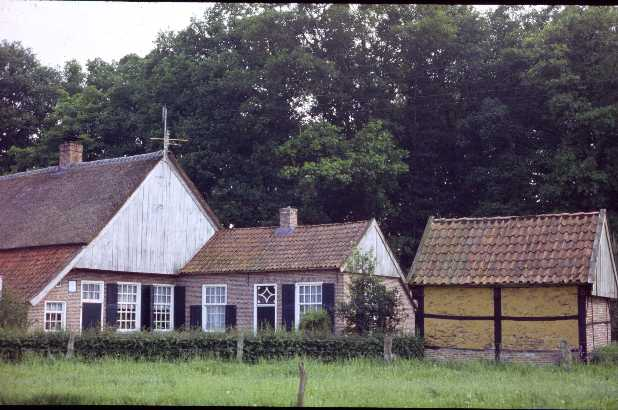
Fermă în stil vechi cu hambar
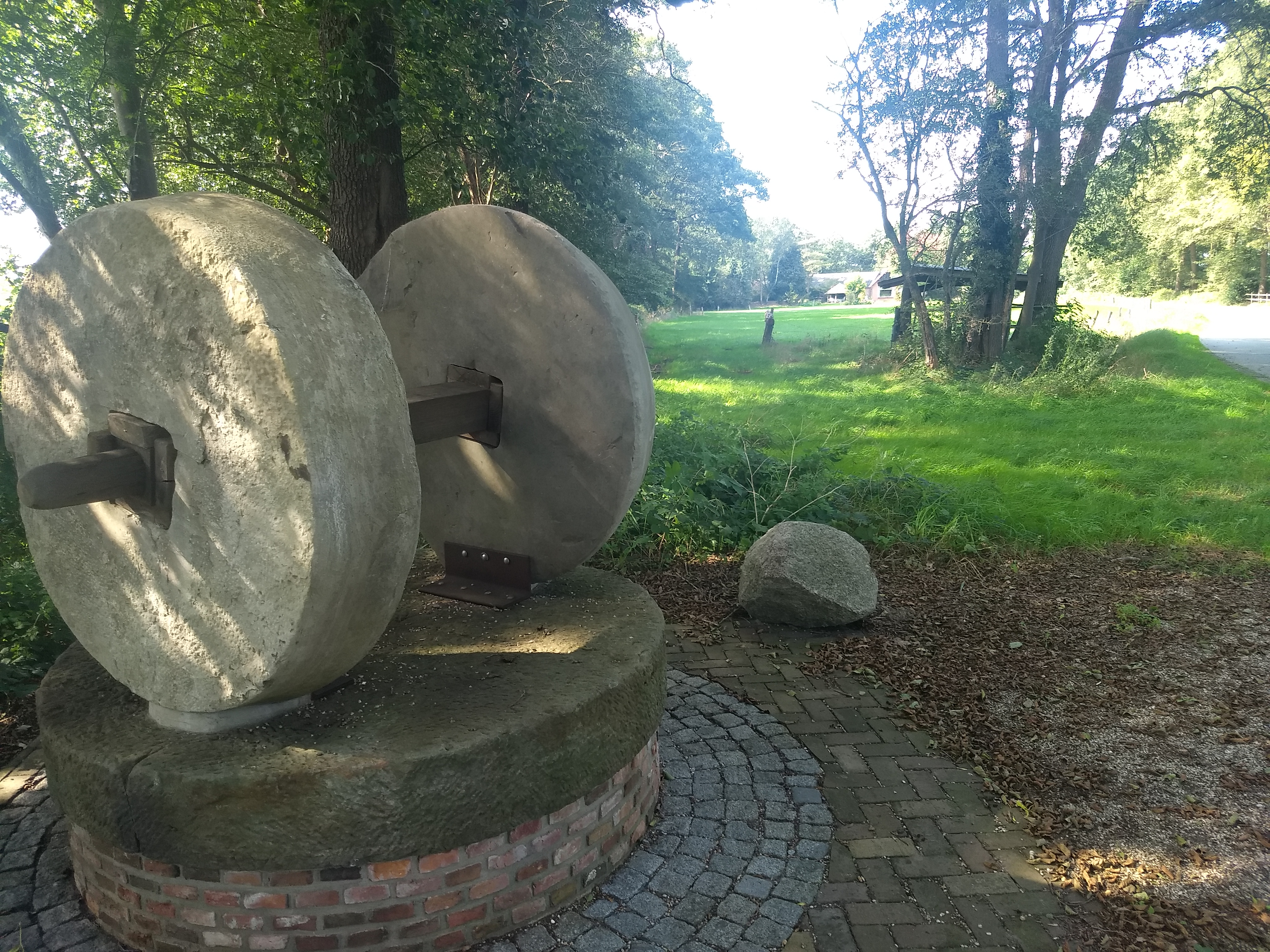
Monument pentru o moară dispărută
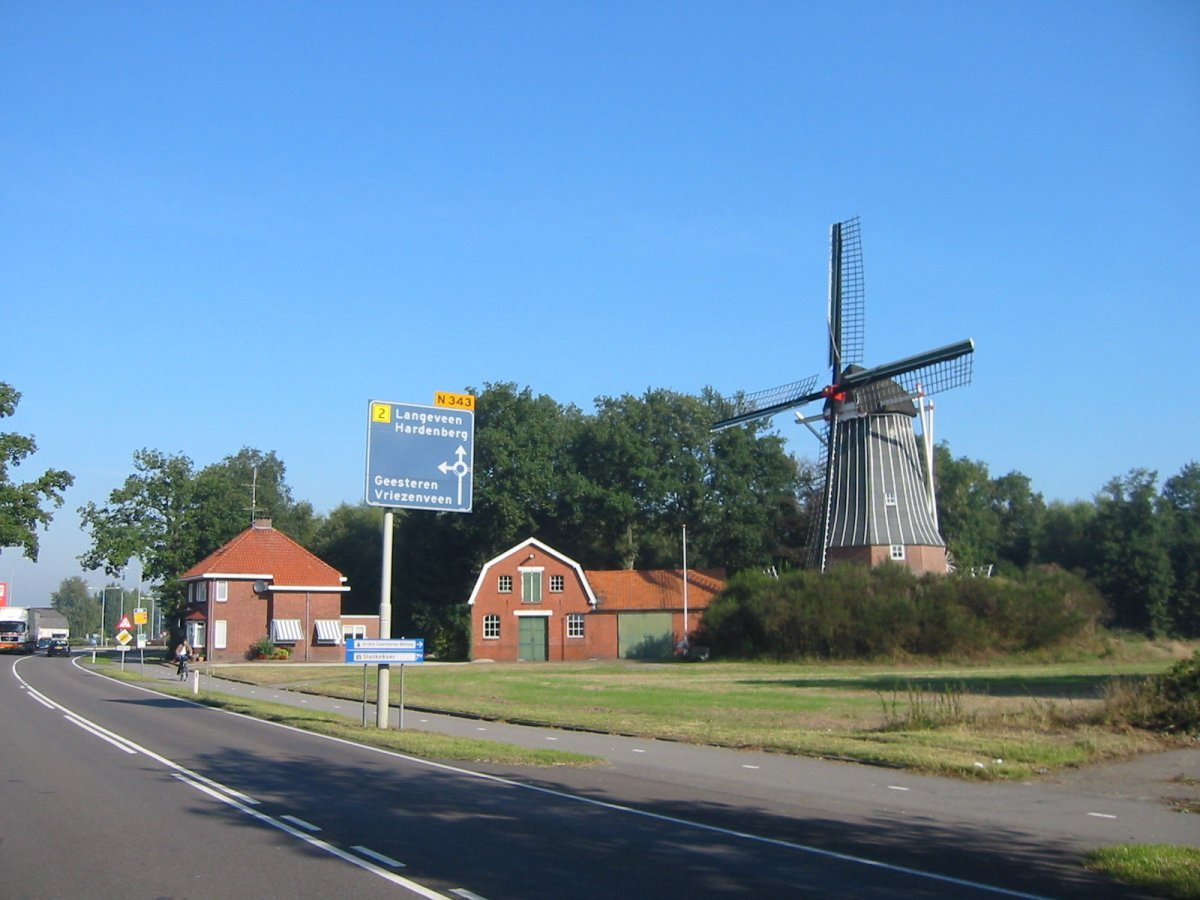
Marea Moară Geestesse